# 尼查科水庫
53°45′00″N 126°00′10″W / 53.75000°N 126.00278°W
尼查科水庫是加拿大的人工湖，位於卑詩省，建於1952年，長230公里，面積890平方公里，海拔高度850米，最大水深305米，蓄水量220億立方米，該湖用作水力發電。